# Delectopecten fluctuatus
Delectopecten fluctuatus is een tweekleppigensoort uit de familie van de Pectinidae. De wetenschappelijke naam van de soort is voor het eerst geldig gepubliceerd in 1905 door Bavay.